# Darrin Govens
Darrin Govens, né le 5 janvier 1988, à Chester, en Pennsylvanie, est un joueur américano-hongrois de basket-ball. Il évolue au poste de meneur. 

## Biographie
Le 26 juillet 2021, il s'engage pour une saison avec Cholet en Betclic Élite.
En juillet 2022, Govens reste dans le championnat de France et rejoint pour une saison le Limoges Cercle Saint-Pierre. Le joueur est mis à l'écart du groupe limougeaud fin octobre 2022 et le contrat entre les deux parties est rompu en novembre.